# ایسپان
ایسپان (به لاتین: Ispan) یک منطقهٔ مسکونی در تاجیکستان است که در ولایت سغد واقع شده‌است.